# Melolobium adenodes
Melolobium adenodes är en ärtväxtart som beskrevs av Christian Friedrich Frederik Ecklon och Carl Ludwig Philipp Zeyher. Melolobium adenodes ingår i släktet Melolobium och familjen ärtväxter. Inga underarter finns listade i Catalogue of Life.